# IOS 12
iOS 12是苹果公司开发的iOS的第12个版本，于2018年6月4日召开的WWDC2018首日公布，是iOS 11的后继版本。正式版於2018年9月17日推出。所有运行iOS 11的设备均可升级iOS 12。增强现实 、照片、Siri、Apple Books（此前为iBooks）、股票、语音备忘录、Apple News、股市、iMessage、FaceTime等应用程序及功能在iOS 12皆有大幅度的升级。在iOS 13發布後，蘋果公司仍為那些無法升級至iOS 13或以上版本的裝置釋出安全性更新，並在2020年12月的iOS 12.5開始同步iOS/iPadOS 14釋出2019冠狀病毒病疫情的相關警報更新，目前最新版本iOS 12.5.7。
能升級到iOS 13或以上版本的裝置將無法獲得 iOS 12.4.2或之後iOS 12版本的安全更新，這些更新只適用於無法升級到iOS 13的裝置，即iPhone 5S、iPhone 6 / 6 Plus、iPad Air (第一代)、iPad mini (第二代)、iPad mini (第三代)和iPod touch (第六代)。

## 系统功能

### 性能
增強的 iOS 系統提供了更快速和反應更靈敏的使用體驗；所有支援的裝置都能感受到經過提升的效能，包括之前的 iPhone 5s 和 iPad Air。
相機的啟動速度加快 70%，鍵盤顯示速度加快 50% 以及輸入反應更加靈敏。當裝置處於繁重的工作量時，App 的啟動速度加快一倍。

### 屏幕使用时间
iOS 12 新增了“屏幕使用时间”功能，让使用者可以了解自己或子女裝置的使用时间。而系统也会提供使用情况报告，供家長或用家参考。同时，“屏幕时间”功能也可以设定每日特定程式的使用时间限制額度，限制使用者过久使用程式。“屏幕时间”也可以由家长为儿童設定使用時間限制以防止沉迷。

### 增强现实
ARKit 2 改进 ARKit 的多方面效能，同時可以让玩家进行多人 AR 遊戲，更发布 AR 通用檔案格式 USDZ。Persistence 讓開發者能從你之前離開的位置儲存並重新載入使用體驗；物件偵測和影像追蹤提供開發者新的工具，來辨識真實世界的物件並追蹤在空間中移動的影像。此外，「AR 快速查看」延伸了 iOS 的 AR 功能，讓你使用內置 App（如「新聞」、Safari 和「檔案」）中檢視 AR 物件，並使用 iMessage 和「郵件」與朋友分享

### CarPlay
支援第三方导航软體（例如Google Map），為使用者帶來更多選擇。

### iPad
iPad 現在可使用與 iPhone X 相同的手勢，且現可在 iPad 上使用「語音備忘錄」和「股市」App。iPad狀態列也獲得了更新，左上角為日期與時間，右上角為信號強度、VPN圖標、藍牙圖標、耳機及電池圖標、鬧鐘圖標、定位圖標和電池圖標。

### 密碼
如使用者有儲存密碼至 iOS，系統會建議使用者將較危險的密碼更改至自動提供、獨特而複雜的密碼。另外，透過 SMS 傳送給使用者的單次有效安全碼，會自動顯示為「自動填寫」建議，讓使用者不用記在心中。

### 電池
在「設定」應用程式中，使用者可查閱過去24小時或10日內的電池用量。點一下長條列，即可查看应用程式在某段時間的使用情況。

## 應用程式功能

### 捷径
iOS 12 新增「捷徑」App，前身為「Workflow」App，讓使用者可以建立自己專屬的捷徑，方便日常生活。當用使用者向 Siri 說出捷徑觸發關鍵字，Siri 即可執行該捷徑，簡化複雜的操作。

### 訊息
Memoji 是一種有更多自訂選項的新 Animoji，使「訊息」以個人化的角色表達更豐富和有趣的內容，Animoji 現在也有暴龍、鬼魂、樹熊和老虎，並可以Memoji 和 Animoji 眨眼和吐舌頭。新的相機功能可將 Animoji、濾鏡、文字效果、iMessage 貼圖包和形狀加入你在「訊息」拍攝的相片和影片而Animoji 錄製功能現可拍攝最長達 30 秒

### FaceTime
FaceTime 现支援最多达32人的群组通话，在群组通话中某人发言时，發言者的画面会被自动放大。另外也支援視訊即時 Animoji 及 Memoji。可惜 Apple 已證實此功能不會在 12.0 正式版本出現，而會延至不久後的版本更新中加入。

### 測距儀
“測距儀”是一个新的 AR 應用程式，可以让使用者测量真实世界物件的长度並合併水平儀。可以在平面或自由空間上繪製線條來測量，或點一下線條的標籤來查看更多資料。它會自動測量長方形物件。使用者也可以擷取、分享和標示所測量物品的螢幕截圖。（僅支援 iPhone 6S 及後續發行之機型）

### 相片
新增「為你推薦」分頁，並提供智慧型建議，讓使用者與相中人分享相片。如果對方同樣使用 iOS 12，他們亦會收到提示，將同一場合的合照分享給使用者。另外，相片搜尋變得更聰明。

### News
News 獲得了新設計（News僅限於美國、澳洲及英國）。

### 通知
通知在 iOS 12 会根据应用程式及发送者分类，锁定画面也新增了「管理」按键可以选择应用程式会否发送通知及发出声音。Siri 亦會根據使用者每天的習慣主動作出智慧型建議。

### 勿扰模式
新增「就寢模式」，讓就寝时段屏幕亮度調低、所有的来电与通知都静音並儲存在历史记录。另外也可以管理開啟模式的時間，例如持续一小时、持续到離開身處的地點，或是持续到日出／日落等。起床時會顯示「早安」字樣及天氣狀況。

### 语音备忘录
语音备忘录在 iOS 12 获得设计更新，能透過地理位置给录音命名，也支持使用者自由选择录音存储时间与压缩品质，更可在 iPad 上使用。同时，iOS 12 中，语音备忘录也开始支持 iCloud 同步。

### 股市
更新後的「股市」App 能够更加精细地显示每只股票的走势，同时也加以整合「新闻」 App 来显示相关的财经要闻。

### Apple Books
iBooks 在 iOS 12 中將其改名为 Apple Books，對於应用程式的设计方面有著重大的更新。界面内增加了“阅读中”栏目和個人化推荐栏目。设计语言也使其与Apple Music等应用程式達到介面統一的訴求。

### Safari
在 iOS 12，Safari 可以阻止網頁在未經使用者許可的情況下進行追蹤行為。

### 地图
自 iOS 12 Developer beta 3 开始後，蘋果公司的「地图」APP就變得更加精致。另外，地圖資訊不再是由第三方公司提供，而是蘋果自行提供（但查看地圖設定後，依然能見到TomTom的商標）。並支援於中國機場和購物商場的室內位置地圖。

### 天氣
「天氣」可包括支援的地區中的空氣品質指數。

## 支援產品
| - iPhone 5s （此裝置最後一個支援的iOS版本） - iPhone 6 （此裝置最後一個支援的iOS版本） - iPhone 6 Plus （此裝置最後一個支援的iOS版本） - iPhone 6S - iPhone 6S Plus - iPhone SE - iPhone 7 - iPhone 7 Plus - iPhone 8 - iPhone 8 Plus - iPhone X - iPhone XS - iPhone XS Max - iPhone XR | - iPod touch 6 （此裝置最後一個支援的iOS版本） - iPod touch 7 | - iPad Air (第一代) - iPad Air (第二代) - iPad (2017) - iPad (2018) - iPad mini (第二代) - iPad mini (第三代) - iPad mini (第四代) - iPad mini (第五代) - iPad Pro (9.7寸) - iPad Pro (10.5寸) - iPad Pro (11寸) - iPad Pro (12.9寸 第1代) - iPad Pro (12.9寸 第2代) - iPad Pro (12.9寸 第3代) |

## 繁體中文化
繼iOS 11針對簡體中文環境進行中文化之後，在此版本的iOS也針對繁體中文環境進行多項功能名稱的中文化，相對於簡體中文環境下，仍有部分功能未進行中文化的翻譯，包含AirDrop、AirPlay、AirPrint等。
| 功能原稱         | 臺灣繁體中文化 | 香港繁體中文化 | 澳門繁體中文化 |
| ---------------- | -------------- | -------------- | -------------- |
| 3D Touch         | 3D 觸控        | 3D 觸控        | 3D 觸控        |
| Assistive Touch  | 輔助觸控       | 輔助觸控       | 輔助觸控       |
| Clip             | 可立拍         | 奇趣拍         | 奇趣拍         |
| Handoff          | 接力           | 接手           | 接手           |
| iCloud Drive     | iCloud 雲碟    | iCloud 雲碟    | iCloud 雲碟    |
| Live Photo       | 原況照片       | 原況相片       | 原況相片       |
| Night Shift      | 夜覽           | 夜覽           | 夜覽           |
| TrueDepth        | 原深感測       | 原深感測       | 原深感測       |
| True Tone        | 原彩           | 原色調         | 原色調         |
| True Tone 閃光燈 | 原彩閃光燈     | 原彩閃光燈     | 原彩閃光燈     |
| VoiceOver        | 旁白           | 旁白           | 旁白           |
| Wallet           | 錢包           | 銀包           | 銀包           |

## 版本歷史
|  | 歷史版本 |  | 目前版本 |  | Beta |

| 版本   | 版本詳情          | 組建              | 日期           | 備註 |
| ------ | ----------------- | ----------------- | -------------- | --- |
| 12.0   | Developer beta 1  | 16A5288q          | 2018年6月5日   | |
| 12.0   | Developer beta 2  | 16A5308e          | 2018年6月20日  | |
| 12.0   | Public beta 1     | 16A5308e          | 2018年6月27日  | |
| 12.0   | Developer beta 3  | 16A5318d          | 2018年7月4日   | |
| 12.0   | Public beta 2     | 16A5318d          | 2018年7月4日   | |
| 12.0   | Developer beta 4  | 16A5327f          | 2018年7月18日  | |
| 12.0   | Public beta 3     | 16A5327f          | 2018年7月19日  | |
| 12.0   | Developer beta 5  | 16A5339e          | 2018年7月31日  | |
| 12.0   | Public beta 4     | 16A5339e          | 2018年8月1日   | |
| 12.0   | Developer beta 6  | 16A5345f          | 2018年8月7日   | |
| 12.0   | Public beta 5     | 16A5345f          | 2018年8月7日   | |
| 12.0   | Developer beta 7  | 16A5354b          | 2018年8月14日  | |
| 12.0   | Developer beta 8  | 16A5357b          | 2018年8月16日  | |
| 12.0   | Public beta 6     | 16A5357b          | 2018年8月16日  | |
| 12.0   | Developer beta 9  | 16A5362a          | 2018年8月21日  | |
| 12.0   | Public beta 7     | 16A5362a          | 2018年8月21日  | |
| 12.0   | Developer beta 10 | 16A5364a          | 2018年8月24日  | |
| 12.0   | Public beta 8     | 16A5364a          | 2018年8月24日  | |
| 12.0   | Developer beta 11 | 16A5365b          | 2018年8月28日  | |
| 12.0   | Public beta 9     | 16A5365b          | 2018年8月28日  | |
| 12.0   | Developer beta 12 | 16A5366a          | 2018年9月1日   | |
| 12.0   | Public Beta 10    | 16A5366a          | 2018年9月1日   | |
| 12.0   | Golden Master     | 16A366            | 2018年9月13日  | |
| 12.0   | 正式版            | 16A366            | 2018年9月18日  | |
| 12.0.1 | 正式版            | 16A404            | 2018年10月9日  | |
| 12.1   | Developer beta 1  | 16B5059d          | 2018年9月18日  | |
| 12.1   | Public Beta 1     | 16B5059d          | 2018年9月20日  | |
| 12.1   | Developer beta 2  | 16B5068i          | 2018年10月2日  | |
| 12.1   | Public Beta 2     | 16B5068i          | 2018年10月2日  | |
| 12.1   | Developer beta 3  | 16B5077c          | 2018年10月10日 | |
| 12.1   | Developer beta 4  | 16B5084a          | 2018年10月15日 | |
| 12.1   | Developer beta 5  | 16B5089b          | 2018年10月22日 | |
| 12.1   | 正式版            | 16B92/16B93/16B94 | 2018年10月30日 | |
| 12.1.1 | Developer beta 1  | 16C5036c          | 2018年11月1日  | |
| 12.1.1 | Developer beta 2  | 16C5043b          | 2018年11月8日  | |
| 12.1.1 | Developer beta 3  | 16C5050a          | 2018年11月16日 | |
| 12.1.1 | 正式版            | 16C50             | 2018年12月6日  | |
| 12.1.2 | Developer beta 1  | 16D5024a          | 2018年12月11日 | |
| 12.1.2 | 正式版            | 16C101            | 2018年12月18日 | 只適用於iPhone |
| 12.1.2 | 正式版            | 16C104            | 2018年12月21日 | 只適用於iPhone |
| 12.1.3 | Developer beta 2  | 16D5032a          | 2018年12月20日 | |
| 12.1.3 | Developer beta 3  | 16D5037a          | 2019年1月8日   | |
| 12.1.3 | Developer beta 4  | 16D5039a          | 2019年1月11日  | |
| 12.1.3 | 正式版            | 16D39/16D40       | 2019年1月23日  | |
| 12.2   | Developer beta 1  | 16E5181f          | 2019年1月25日  | |
| 12.2   | Developer beta 2  | 16E5191d          | 2019年2月5日   | |
| 12.2   | Developer beta 3  | 16E5201e          | 2019年2月19日  | |
| 12.2   | Developer beta 4  | 16E5212f          | 2019年3月5日   | |
| 12.2   | Developer beta 5  | 16E5223a          | 2019年3月12日  | |
| 12.2   | Developer beta 6  | 16E5227a          | 2019年3月19日  | |
| 12.1.4 | 正式版            | 16D57             | 2019年2月8日   | |
| 12.2   | 正式版            | 16E227            | 2019年3月26日  | |
| 12.3   | Developer beta 1  | 16F5117h          | 2019年3月28日  | |
| 12.3   | Developer beta 2  | 16F5129d          | 2019年4月9日   | |
| 12.3   | Developer beta 3  | 16F5139e          | 2019年4月22日  | |
| 12.3   | Developer beta 4  | 16F5148a          | 2019年4月29日  | |
| 12.3   | Developer beta 5  | 16F5155a          | 2019年5月7日   | |
| 12.3   | Developer beta 6  | 16F5156a          | 2019年5月10日  | |
| 12.3   | 正式版            | 16F156            | 2019年5月13日  | |
| 12.3.1 | 正式版            | 16F203            | 2019年5月25日  | |
| 12.4   | Developer beta 1  | 16G5027g          | 2019年5月15日  | |
| 12.4   | Developer beta 2  | 16G5027i          | 2019年5月21日  | |
| 12.4   | Developer beta 3  | 16G5038d          | 2019年5月29日  | |
| 12.4   | Developer beta 4  | 16G5046d          | 2019年6月11日  | |
| 12.4   | Developer beta 5  | 16G5056d          | 2019年6月25日  | |
| 12.4   | Developer beta 6  | 16G5069a          | 2019年7月10日  | |
| 12.4   | Developer beta 7  | 16G5077a          | 2019年7月17日  | |
| 12.3.2 | 正式版            | 16F250            | 2019年6月10日  | 只適用於iPhone 8 Plus |
| 12.4   | 正式版            | 16G77             | 2019年7月23日  | |
| 12.4.1 | 正式版            | 16G102            | 2019年8月27日  | |
| 12.4.2 | 正式版            | 16G114            | 2019年9月27日  | 只適用於不支援iOS 13及更高版本的iOS設備, 列表如下: iPhone 5s iPhone 6 iPhone 6 Plus iPad Air (第一代) iPad mini 2 iPad mini 3 iPod touch (第六代) |
| 12.4.3 | 正式版            | 16G130            | 2019年10月28日 | 只適用於不支援iOS 13及更高版本的iOS設備, 列表如下: iPhone 5s iPhone 6 iPhone 6 Plus iPad Air (第一代) iPad mini 2 iPad mini 3 iPod touch (第六代) |
| 12.4.4 | 正式版            | 16G140            | 2019年12月10日 | 只適用於不支援iOS 13及更高版本的iOS設備, 列表如下: iPhone 5s iPhone 6 iPhone 6 Plus iPad Air (第一代) iPad mini 2 iPad mini 3 iPod touch (第六代) |
| 12.4.5 | 正式版            | 16G161            | 2020年1月29日  | 只適用於不支援iOS 13及更高版本的iOS設備, 列表如下: iPhone 5s iPhone 6 iPhone 6 Plus iPad Air (第一代) iPad mini 2 iPad mini 3 iPod touch (第六代) |
| 12.4.6 | 正式版            | 16G183            | 2020年3月25日  | 只適用於不支援iOS 13及更高版本的iOS設備, 列表如下: iPhone 5s iPhone 6 iPhone 6 Plus iPad Air (第一代) iPad mini 2 iPad mini 3 iPod touch (第六代) |
| 12.4.7 | 正式版            | 16G192            | 2020年5月21日  | 只適用於不支援iOS 13及更高版本的iOS設備, 列表如下: iPhone 5s iPhone 6 iPhone 6 Plus iPad Air (第一代) iPad mini 2 iPad mini 3 iPod touch (第六代) |
| 12.4.8 | 正式版            | 16G201            | 2020年7月16日  | 只適用於不支援iOS 13及更高版本的iOS設備, 列表如下: iPhone 5s iPhone 6 iPhone 6 Plus iPad Air (第一代) iPad mini 2 iPad mini 3 iPod touch (第六代) |
| 12.4.9 | 正式版            | 16H5              | 2020年11月6日  | 只適用於不支援iOS 13及更高版本的iOS設備, 列表如下: iPhone 5s iPhone 6 iPhone 6 Plus iPad Air (第一代) iPad mini 2 iPad mini 3 iPod touch (第六代) |
| 12.5   | 正式版            | 16H20             | 2020年12月15日 | 只適用於不支援iOS 13及更高版本的iOS設備, 列表如下: iPhone 5s iPhone 6 iPhone 6 Plus iPad Air (第一代) iPad mini 2 iPad mini 3 iPod touch (第六代) |
| 12.5.1 | 正式版            | 16H22             | 2021年1月12日  | 只適用於不支援iOS 13及更高版本的iOS設備, 列表如下: iPhone 5s iPhone 6 iPhone 6 Plus iPad Air (第一代) iPad mini 2 iPad mini 3 iPod touch (第六代) |
| 12.5.2 | 正式版            | 16H30             | 2021年3月27日  | 只適用於不支援iOS 13及更高版本的iOS設備, 列表如下: iPhone 5s iPhone 6 iPhone 6 Plus iPad Air (第一代) iPad mini 2 iPad mini 3 iPod touch (第六代) |
| 12.5.3 | 正式版            | 16H41             | 2021年5月4日   | 只適用於不支援iOS 13及更高版本的iOS設備, 列表如下: iPhone 5s iPhone 6 iPhone 6 Plus iPad Air (第一代) iPad mini 2 iPad mini 3 iPod touch (第六代) |
| 12.5.4 | 正式版            | 16H50             | 2021年6月15日  | 只適用於不支援iOS 13及更高版本的iOS設備, 列表如下: iPhone 5s iPhone 6 iPhone 6 Plus iPad Air (第一代) iPad mini 2 iPad mini 3 iPod touch (第六代) |
| 12.5.5 | 正式版            | 16H62             | 2021年9月23日  | 只適用於不支援iOS 13及更高版本的iOS設備, 列表如下: iPhone 5s iPhone 6 iPhone 6 Plus iPad Air (第一代) iPad mini 2 iPad mini 3 iPod touch (第六代) |
| 12.5.6 | 正式版            | 16H71             | 2022年8月31日  | 只適用於不支援iOS 13及更高版本的iOS設備, 列表如下: iPhone 5s iPhone 6 iPhone 6 Plus iPad Air (第一代) iPad mini 2 iPad mini 3 iPod touch (第六代) |
| 12.5.7 | 正式版            | 16H81             | 2023年1月23日  | 只適用於不支援iOS 13及更高版本的iOS設備, 列表如下: iPhone 5s iPhone 6 iPhone 6 Plus iPad Air (第一代) iPad mini 2 iPad mini 3 iPod touch (第六代) |

## 外部連結
- 官方網站（页面存档备份，存于） （繁體中文）

个流動日報 Siri的聲音變了（页面存档备份，存于）